# ان‌جی‌سی ۴۱۸
ان‌جی‌سی ۴۱۸ (انگلیسی: NGC 418) نام یک کهکشان مارپیچی میله‌ای در صورت فلکی سنگتراش است.